# فولوفيتس (زاكارباتسكا)
فولوفيتس (Воловець) هي مدينة في مقاطعة زاكارباتسكا في أوكرانيا.